# Arganil (freguesia)
Arganil is een plaats (freguesia) in de Portugese gemeente Arganil en telt 3 981 inwoners (2001).